# 地域協力会議
地域協力会議（Regional Co-operation Council; RCC）は、南東ヨーロッパ地域の国々による地域的な協力網であり、その目的を「南東ヨーロッパ地域の人々の利益とすべく、地域の経済と社会の開発を復興さるために、地域内の相互協力を推進し、南東ヨーロッパを欧州及び欧州・大西洋地域に統合すること」としている。地域協力会議は南東欧安定化協定（SP for SEE）を継承して2008年2月27日に創設された。会議は南東欧協力プロセスから政治的指導を受けている。
地域協力会議の本部はボスニア・ヘルツェゴビナのサラエヴォに設置されている。
加盟国:
- アルバニア
- ボスニア・ヘルツェゴビナ
- ブルガリア
- クロアチア
- ギリシャ
- ハンガリー
- 北マケドニア
- モルドバ
- モンテネグロ
- ルーマニア
- セルビア
- スロベニア
- トルコ
- 国際連合コソボ暫定行政ミッション（UNMIK）